# Чемпионат Германии по футболу 1909/1910
Чемпионат Германии по футболу 1909/1910 — 8-й розыгрыш Чемпионата Германии по футболу (нем. Deutsche Fußballmeisterschaft). Турнир начался 3 мая 1910 года, а финал состоялся 7 июня 1910 года.
Победителями этого турнира стала команда «Карлсруэ ФФ».
В чемпионате участвовало 9 команд: «Фёникс Карлсруэ», «Карлсруэ ФФ», «Дуйсбургер», «Тасмания» Риксдорф, «Пруссия-Замланд» Кёнигсберг, «Бреслау 1897», «Лейпциг», «Пройссен» Берлин, «Хольштайн» Киль.

## Предварительный раунд
| «Пруссия-Замланд» Кёнигсберг | 1:5 | «Тасмания» Риксдорф |
| ---------------------------- | --- | ------------------- |
|                              |     |                     |

## 1-й раунд
| «Хольштайн» Киль | 4:1 | «Пройссен» Берлин |
| ---------------- | --- | ----------------- |
|                  |     |                   |

| «Карлсруэ ФФ» | 1:0 | «Дуйсбургер» Дуйсбург |
| ------------- | --- | --------------------- |
|               |     |                       |

| «Фёникс» Карлсруэ | 2:1 | «Лейпциг» |
| ----------------- | --- | --------- |
|                   |     |           |

| «Тасмания» Риксдорф | 2:1 | «Бреслау 1897» |
| ------------------- | --- | -------------- |
|                     |     |                |

## ½ финала
| «Хольштайн» Киль | 6:0 | «Тасмания» Риксдорф |
| ---------------- | --- | ------------------- |
|                  |     |                     |

| «Фёникс» Карлсруэ | 1:2 | «Карлсруэ ФФ» |
| ----------------- | --- | ------------- |
|                   |     |               |

## Финал
| «Карлсруэ ФФ»       | 1:0 (д. в.) | «Хольштайн» Киль |
| ------------------- | ----------- | ---------------- |
| Бройниг 114′ (пен.) |             |                  |